# 富士川用水
| 工業用水使用実績 | 工業用水使用実績 | 工業用水使用実績   | 工業用水使用実績 | 工業用水使用実績 | 工業用水使用実績 |
| 業種             | 件数             | 契約水量 （m3/日） |                  |                  |                  |
| ---------------- | ---------------- | ------------------ | ---------------- | ---------------- | ---------------- |
| 食料品関連       | 1                | 12,667             |                  |                  |                  |
| 繊維工業         | 2                | 2,987              |                  |                  |                  |
| 紙・パルプ       | 7                | 128,365            |                  |                  |                  |
| 化学 石油製品    | 2                | 23,700             |                  |                  |                  |
| その他           | 2                | 200                |                  |                  |                  |
| 計               | 14               | 167,918            |                  |                  |                  |
| 2008年3月末現在  |                  |                    |                  |                  |                  |

富士川用水（ふじがわようすい）は、静岡県富士市に流れる県営の農工業用用水である。

## 概要
1966年（昭和41年）完成、翌1967年（昭和42年）4月1日から全量給水開始。2008年（平成20年）3月末現在では工業用水としての使用実績は16万7,918m3/日となっており、原水をそのまま自然流下で各工場へ排水しているため、静岡県内の工業用水事業の中では最も安価な利用価格設定となっている。
計画当時は1,000haあった水田の多くは市街地になったが、富士市を縦断する幹線の上掘・中掘・下掘用水は環境・地域用水として欠かせないものとなっている。

## 計画
静岡県富士郡芝川町の中部電力・三ヶ月島発電所（水力発電所）の放水を富士市内までトンネルによって総行程7km余りに渡った用水路として導入したもので、この工事により毎秒1,013m3が富士市内で農業および工業用水として利用出来るようになるという計画で、「県営富士川用水建設事業」として総工費13億8,900万円で1951年（昭和26年）に着手、1957年（昭和32年）から工事開始、1960年度（昭和35年）に完成予定であった。

## 工事
1958年（昭和33年）11月より6箇所で一斉に掘削開始したが、下流側で地下水を含む軟弱地盤に遭遇、湧水と土砂噴出が相次ぎ、当時の日本のトンネル工事史上においても屈指の難工事となり、工事開始翌年度の1959年度（昭和34年）の1年間で、わずか180m掘削する間に土砂噴出を原因とする人身事故が16回、うち4回で死亡事故・合計9名の犠牲者が発生し、地元労働基準局から工事中止命令が出された。また、富士宮市南方の星山丘陵下付近に存在する活断層を貫いたことも難工事の要因となった。
このため掘削に特殊工法を使用し、圧搾空気を用いた高圧の連続圧気施工日数は関門トンネルを上回る丸2年となり、また工法についても試行錯誤を重ねながら施工を進めた。1970年の間組による薬液注入工法の注入圧記録では富士川用水トンネルはMI10-25、MW20-40となっており、東名蒲原トンネルの約2-4倍となっている。